# Machaerium orthocarpum
Machaerium orthocarpum är en ärtväxtart som beskrevs av Henri François Pittier. Machaerium orthocarpum ingår i släktet Machaerium och familjen ärtväxter. Inga underarter finns listade i Catalogue of Life.